# Sferulite

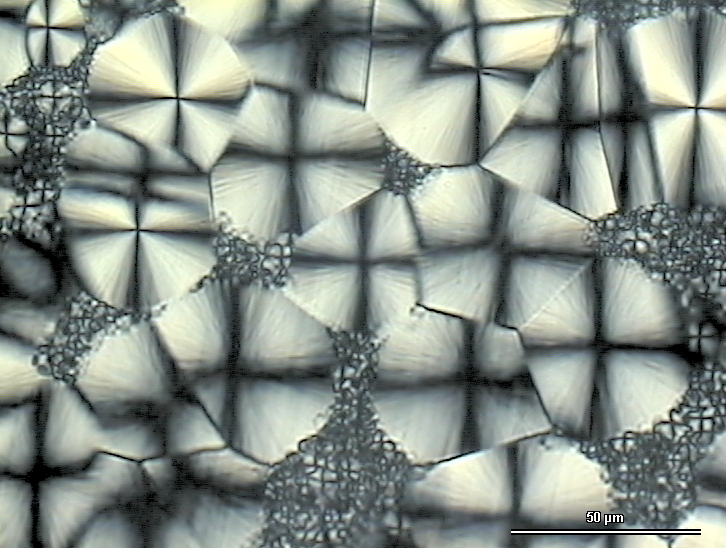
Vista al microscopio di sferulite in poliammide 6.6.

Morfologia di un materiale polimerico.

Struttura della sferulite.

La sferulite è una regione semicristallina all'interno di un polimero lineare non ramificato.

## Formazione della sferulite
Durante la solidificazione del polimero fuso si forma il primo germe di lamella. In seguito vi è la nucleazione secondaria, con ripiegamenti della catena e formazione di una nuova lamella secondo un accrescimento sferico, formando la fibrilla. Man mano che questo processo prosegue si forma la sferulite. Man mano che le sferuliti crescono possono incontrarsi le une con le altre dando origine al bordo di sferuliti. Tale bordo risulta essere una zona particolarmente fragile del materiale polimerico.
Naturalmente non si può avere un materiale cristallino al 100% perché fra lamella e lamella e tra sferulite e sferulite, vi è comunque presenza di materiale amorfo.
I polimeri semicristallini presentano una elevatissima deformabilità. Tale proprietà deriva dal fatto che le sferuliti si srotolano e le macromolecole tendono ad allinearsi nel senso dello sforzo creando una forte instabilità. Un esempio di ciò è dato dal lavaggio di un maglione sintetico a temperatura elevata (80-100 °C), in questo modo forniamo alle fibre l'energia per poter recuperare lo "snervamento" subito e tornare quindi nella situazione più stabile. Così facendo il maglione si "ritira". La velocità di accrescimento delle sferuliti è molto importante in quanto stabilisce le caratteristiche del materiale in base alla grandezza delle sferuliti:
- Vaccr alta => sferuliti poco accresciute => alta deformabilità;
- Vaccr bassa => sferuliti molto accresciute => bassa deformabilità.

Più la catena è lunga, cioè maggiore è il peso molecolare, minore è la Vaccr, in quanto il polimero deve muoversi con tutto il suo seguito e riuscire a impacchettarsi tutto quanto.